# Пельц, Роман Шлёмович
Роман Шлёмович Пельц (11 августа 1937, Одесса, СССР — 10 октября 2022, Торонто) — советский и канадский шахматист, мастер спорта СССР (1961), мастер ФИДЕ (1981), заслуженный тренер УССР (1971), тренер ФИДЕ (2005).
С 1975 г. жил в Канаде.

## Шахматная деятельность
Участник чемпионата СССР 1967 г., нескольких чемпионатов Украинской ССР, чемпионата РСФСР 1974 г.
В составе сборной СССР — обладатель золотой медали командного чемпионата мира среди студентов (1964).
В составе сборной Канады — участник трёх шахматных олимпиад (1982, 1984, 1988 гг.).
Среди учеников Романа Пельца — семь гроссмейстеров и десятки международных мастеров. Он являлся тренером мужской сборной РСФСР (1974) и молодёжной сборной СССР (1971).
Пельц — автор шахматных учебников и компьютерных программ.
Руководил канадской шахматной академией.
Скончался 10 октября 2022 в Торонто, Канада.

## Спортивные результаты
| Год  | Город    | Турнир                                                             | + | − | =  | Результат | Место             |
| ---- | -------- | ------------------------------------------------------------------ | - | - | -- | --------- | ----------------- |
| 1962 | Минск    | Чемпионат ЦС ДСО «Спартак»                                         | 4 | 7 | 6  | 7 из 17   | 15                |
| 1963 | Киев     | Чемпионат ЦС ДСО «Авангард»                                        | 2 | 0 | 11 | 7½ из 13  | 7                 |
|      | Будва    | Командный чемпионат мира среди студентов (сборная СССР, ?-я доска) |   |   |    |           |                   |
| 1964 | Киев     | 33-й чемпионат Украинской ССР                                      | 6 | 8 | 5  | 8½ из 19  | 12—14             |
|      | Краков   | Командный чемпионат мира среди студентов (сборная СССР, ?-я доска) | 2 | 3 | 2  | 3 из 7    | Команда — чемпион |
| 1967 | Харьков  | 35-й чемпионат СССР                                                |   |   |    | 6½ из 13  | 58—63             |
| 1968 | Киев     | Чемпионат Украинской ССР                                           | 4 | 6 | 7  | 7½ из 17  | 14                |
| 1970 | Киев     | Чемпионат Украинской ССР                                           | 4 | 7 | 6  | 7 из 17   | 13—14             |
| 1974 | Тула     | Чемпионат РСФСР                                                    |   |   |    |           | [ 13 ]            |
|      | Москва   | Командный чемпионат СССР                                           |   |   |    |           |                   |
| 1981 | Монреаль | Чемпионат Канады                                                   | 4 | 2 | 9  | 8½ из 15  | 5—6               |
| 1982 | Люцерн   | XXV Олимпиада (сборная Канады, ?-я доска)                          | 3 | 1 | 4  | 5 из 8    |                   |
| 1984 | Оттава   | Чемпионат Канады                                                   | 5 | 4 | 5  | 7½ из 14  | 5—6               |
|      | Салоники | XXVI Олимпиада (сборная Канады, ?-я доска)                         | 5 | 0 | 6  | 8 из 11   |                   |
| 1986 | Монреаль | Международный турнир                                               | 2 | 3 | 4  | 4 из 9    | 6                 |
| 1987 | Торонто  | Международный турнир                                               | 5 | 4 | 2  | 6 из 11   | 5                 |
| 1988 | Салоники | XXVIII Олимпиада (сборная Канады, ?-я доска)                       | 4 | 3 | 1  | 4½ из 8   |                   |

## Изменения рейтинга
| Графики недоступны из-за технических проблем. См. информацию на Фабрикаторе и на mediawiki.org. |